# Daytime Creative Arts Emmy Awards 2017
La cerimonia della 44ª edizione dei Daytime Creative Arts Emmy Awards (44th Daytime Creative Arts Emmy Awards) si è tenuta presso il Pasadena Civic Auditorium di Pasadena il 28 aprile 2017.

## Daytime Creative Arts Emmy Awards
Il 28 aprile 2017 erano stati assegnati Daytime Creative Arts Emmy Awards.

### Webserie

#### Miglior serie drammatica digitale
- The Bay, distribuita da Amazon
  - Red Bird, distribuita da Amazon
  - Tainted Dreams, distribuita da Amazon
  - Tough Love, distribuita da YouTube
  - Venice: The Series, distribuita da venicetheseries.com

#### Miglior attore protagonista in una serie drammatica digitale
- Kristos Andrews, per aver interpretato Peter Garrett/Jack Madison da giovane in The Bay
  - Anthony Anderson, per aver interpretato Sean Williams-Grey in Anacostia
  - Michael Lowry, per aver interpretato Jordan Bradford in Tainted Dreams
  - Michael McShane, per aver interpretato Sam in Red Bird
  - Gustavo Velasquez, per aver interpretato Gus Borrero in Conversations in L. A.

#### Miglior attrice protagonista in una serie drammatica digitale
- Mary Beth Evans, per aver interpretato Sara Garrett in The Bay
  - Anne Marie Cummings, per aver interpretato Michelle Macabee in Conversations in L. A.
  - Alexandra Goodman, per aver interpretato Kitty Mae in Red Bird
  - Lilly Melgar, per aver interpretato Janice Ramos in The Bay
  - Kelley Menighan Hensley, per aver interpretato Veronica Ashford in Tainted Dreams

#### Miglior attore non protagonista in una serie drammatica digitale
- Nicolas Coster, per aver interpretato Mayor Jack Madison in The Bay
  - Matthew Ashford, per aver interpretato Steven Jensen in The Bay
  - Ronn Moss, per aver interpretato John Blackwell in The Bay
  - Armin Shimerman, per aver interpretato Max in Red Bird
  - Anthony Wilkinson, per aver interpretato Anthony DiGiacomo in Tainted Dreams

#### Miglior attrice non protagonista in una serie drammatica digitale
- Carolyn Hennesy, per aver interpretato Karen Blackwell in The Bay
  - Jade Harlow, per aver interpretato Lianna Ramos in The Bay
  - Vanita Harbour, per aver interpretato Nicole Hampstead in Conversations in L. A.
  - Natalia Livingston, per aver interpretato Liza Park in Tainted Dreams
  - Kym Whitley, per aver interpretato Big Candi in The Bay

### Programmi per bambini

#### Miglior serie animata per bambini
- Lost in Oz: Extended Adventure, distribuita da Amazon
  - Milo Murphy's Law, trasmessa da Disney Channel
  - Dragons: Race to the Edge, distribuita da Netflix
  - Lego Star Wars: The Freemaker Adventures, trasmessa da Disney XD
  - The Mr. Peabody & Sherman Show, distribuita da Netflix

#### Miglior serie animata per la fascia prescolare
- The Snowy Day, distribuita da Amazon
  - Ask the StoryBots, distribuita da Netflix
  - Peg + Cat, trasmessa dalla PBS
  - Tumble Leaf, distribuita da Amazon
  - Wallykazam!, trasmessa da Nickelodeon

#### Miglior programma per bambini o per tutta la famiglia
- Give, trasmesso dalla NBC
  - Annedroids, distribuito da Amazon
  - Odd Squad, trasmesso dalla PBS
  - This Just In, trasmesso da Pop TV
  - Xploration DIY Sci, trasmesso in syndication

#### Miglior programma per la fascia prescolare
- Sesame Street, trasmesso dalla HBO
  - Bookaboo, distribuito da Amazon
  - Dino Dan: Trek's Adventures, trasmesso da Nickelodeon
  - Mutt & Stuff, trasmesso da Nickelodeon
  - Sunny Side Up, trasmesso da Sprout

#### Miglior programma animato - categoria speciale
- Taking Flight, distribuito da takingflightfilm.com
  - The Boy Who Learned To Fly, distribuito da YouTube
  - A Love Story, distribuito da YouTube
  - The Octonauts, trasmesso da Disney Junior
  - Trollhunters, distribuito da Netflix

#### Miglior attore in una serie animata
- Kelsey Grammer, per aver interpretato Blinky in Trollhunters
  - Danny Jacobs, per aver interpretato King Julien e Pancho in All Hail King Julien
  - Kate McKinno, per aver interpretato Squeeks in Nature Cat
  - Andy Richter, per aver interpretato Mort, Smart Mort, Morticus Khan e Ted in All Hail King Julien
  - Rick Zieff, per aver interpretato Spike in The Tom & Jerry Show

#### Miglior attore in un programma per bambini
- Isaac Kargten, per aver interpretato Otis in Odd Squad
  - Adrianna Di Liello, per aver interpretato Shania in Annedroids
  - Ryan Dillon, per aver interpretato Elmo in Sesame Street
  - Addison Holley, per aver interpretato Anne in Annedroids
  - Jack McBrayer, per aver interpretato Weird Tom in Odd Squad

### Altri programmi televisivi

#### Miglior presentatore di un programma culinario
- Ina Garten, per aver presentato Barefoot Contessa: Back to Basics
  - Rick Bayless, per aver presentato Mexico One Plate at a Time with Rick Bayless
  - Lidia Bastianich, per aver presentato Lidia's Kitchen
  - Guy Fieri, per aver presentato Guy's Big Bite
  - Bobby Flay, per aver presentato Brunch @ Bobby's
  - Vivian Howard, per aver presentato A Chef's Life

#### Miglior programma della mattina in spagnolo
- Un Nuevo Dia, trasmesso da Telemundo
  - Cafe CNN, trasmesso da CNN en Español
  - ¡Despierta América!, trasmesso da Univision

#### Miglior programma lifestyle
- Flea Market Flip, trasmesso da HGTV
  - George to the Rescue, trasmesso dalla NBC
  - Home Made Simple, trasmesso da OWN
  - Lake Life, trasmesso da DIY
  - Open House, trasmesso da NBC

#### Miglior programma legale
- Judge Judy, trasmesso in syndication
  - Lauren Lake's Paternity Court, trasmesso in syndication
  - Hot Bench, trasmesso in syndication
  - Judge Mathis, trasmesso in syndication
  - The People's Court, trasmesso in syndication

#### Miglior programma di viaggi e avventura
- Wonder Women'', trasmesso da Feeln
  - Jonathan Bird's Blue World, distribuito da YouTube
  - Joseph Rosendo's Travelscope, trasmesso da PBS
  - Planet Primetime, trasmesso da Travel Channel
  - Xploration Awesome Planet, trasmesso in syndication

#### Miglior presentatore di un programma lifestyle, di viaggi o per bambini
- Joseph Rosendo, per aver presentato Joseph Rosendo's Travelscope
  - Jenna Bush Hager, per aver presentato Give
  - Emily Calandrelli, per aver presentato XPLORATION OUTER SPACE
  - Rocky Kanak, per aver presentato Save Our Shelter
  - Danny Seo, per aver presentato Naturally, Danny Seo

#### Miglior programma - categoria speciale
- Super Soul Sunday, trasmesso da OWN
  - Close Up With The Hollywood Reporter, trasmesso da SundanceTV
  - Crime Watch Daily With Chris Hansen, trasmesso in syndication
  - Landscapes Through Time with David Dunlop, trasmesso da PBS
  - Working in the Theatre, distribuito da American Theatre Wing

#### Miglior speciale
- Out of Iraq, trasmesso da Logo TV
  - MTV Docs: Transformation, trasmesso da MTV
  - Bookaboo New Years Eve Special, distribuito da Amazon
  - The Wildlife Docs: Africa, trasmesso dalla ABC
  - The Disney Parks' Magical Christmas Celebration, trasmesso dalla ABC

#### Miglior corto - categoria speciale
- SuperSoul Shorts - Maggie the Cow, trasmesso da OWN
  - Clarify, distribuito da Spotify
  - Nature Boom Time, trasmesso da National Geographic
  - HealthiNation FIlms, distribuito da HealthiNation
  - The American Dream Project, distribuito da Netflix

### Acconciature
- Miglior hairstyling per una serie drammatica: Michele Arviz, Cora Diggins, Romaine Markus-Myers e Danielle Spencer – Beautiful
- Miglior hairstyling: Liz Roelands – Odd Squad

### Casting
- Miglior casting per una serie drammatica: Marnie Saitta – Il tempo della nostra vita
- Miglior casting per una serie animata o speciale: Mary Hidalgo, Ania O'Hare – Trollhunters

### Colonna sonora
- Miglior direzione e composizione musicale per una serie drammatica: Paul E. Antonelli, Stephen Reinhardt, Kenneth R. Corday e D. Brent Nelson – Il tempo della nostra vita
- Miglior brano originale di una serie drammatica: When Time was on our Side, di Genesee Nelson, Anthony Ferrari, Casey Kasprzyk e Bradley Bell – Il tempo della nostra vita
- Miglior direzione e composizione musicale: Rossanna S. Wright, Kris Bowers – The Snowy Day
- Miglior brano originale: She's Not Very Nice, di Parry Gripp – Disney 7D
- Miglior esibizione musicale in un programma del daytime: Cynthia Erivo e il cast di The Color Purple per la loro esibizione al Today Show

### Costumi
- Migliori costumi per una serie drammatica: Glenda Maddox – Beautiful
- Migliori costumi: Christine Toye – Odd Squad

### Direzione artistica
- Miglior direzione artistica, scenografia, arredamento dei set per una serie drammatica:David Hoffmann, Jennifer Savala, Fred Cooper, Jennifer Haybach e Jennifer Herwitt – Febbre d'amore
- Miglior direzione artistica, scenografia, arredamento dei set: David Gallo, Keith Olsen e Randall Richards – Sesame Street

### Fotografia
- Miglior fotografia: John Chester, Mallory Cunningham e Kyle Romanek – SuperSoul Shorts - Maggie the Cow

### Illuminazione
- Miglior illuminazione per una serie drammatica: William Roberts e Ray Thompson – Febbre d'amore
- Miglior illuminazione: Marisa Davis e Kelly Waldman – The Talk

### Media interattivi e annunci promozionali
- Miglior programma interattivo - potenziamento di un programma esistente: Ask the StoryBots - Companion App and StoryBots Classroom (Netflix)
- Miglior programma interattivo - programma originale: Invasion! (Oculus Rift, Gear VR, HTC Vive, Sony PSVR e Google Daydream)
- Miglior annuncio promozionale - attualità: Good Morning America: Mini-Michael Strahan (ABC)
- Miglior programma interattivo - immagine: Black History Month: Timeless Heroes - Be Inspired (Disney XD)

### Montaggio
- Miglior montaggio video per una serie drammatica multi-camera: Derek Berlatsky, Kimberly Everett, Rafael Gertel, Andrew Hachem e Tina Keller – Febbre d'amore
- Miglior montaggio video per un programma multi-camera: Tudor Applen, Alberto Arce, Jay Avdul, Randall Boyd, Katherine Cannady, Craig Casey, Justin Curran, Whitney Dunn, Jennifer Fitzpatrick, Mark Grizzle, Mike Hall, Noah Harald, Diana Jenkins, Chris Jolissaint, Wass Kaidbey, Scott Madrigal, Kevin McCormick, David Milhous, Farbod Mirfakhrai, Sean Olson, Joel Ray, Neal Reimschussel, Jim Robinson, Tim Rodd, Curtis Sacket e Kevin Wildermuth – Crime Watch Daily with Chris Hansen
- Miglior montaggio video per un programma single-camera: Alex Durham, Ulf Buddensieck, Brent Hamilton, Carlos Rivera, Uma Sanasaryan – Eat the World with Emeril Lagasse
- Miglior montaggio audio - categoria live action: Michael Barrett, Chris Prinzivalli, Michael Croiter, Jorge Muelle, Paul Rudolph, Chris Sassano e Dick Maitland – Sesame Street
- Miglior montaggio audio - categoria animazione: Eric Paulsen, Patrick Rodman e James Scullion – Lost in Oz: Extended Adventure
- Miglior montaggio audio per un programma animato prescolare: Andrew Ing, DJ Lynch, Marc Schmidt, Roberto D. Alegria, Devon G. Bowman, Alfredo Douglas, Rob McIntyre, Monique Reymond e Shawn Bohonos – Dinotrux
- Miglior missaggio per una serie drammatica: Kevin Church, Michael Fiamingo, Chris Lewis, Joseph Lumar, Jenee Muyeau, Lugh Powers, Samantha Stone, Stu Rudolph, Harry Young e Roger Cortes – Il tempo della nostra vita
- Miglior missaggio: Terry Fountain, Dirk Sciarrotta e Phil Gebhardt – The Ellen DeGeneres Show
- Miglior missaggio - categoria live action: Brian Bracken, Pat Donahue, Benny Mouthon, Andrey Netboy e Lou Teti – Mind of a Chef
- Miglior missaggio - categoria animazione: Dicken Berglund, Tony Solis e Patrick Rodman – Lost in Oz: Extended Adventure
- Miglior missaggio per un programma animato prescolare: Timothy J. Borquez e Nicholas Gotten III – Sofia the First

### Regia
- Miglior regia per una serie animata: Rodrigo Blaas e Guillermo del Toro – Trollhunters
- Miglior regia per un programma animato prescolare: Drew Hodges – Tumble Leaf
- Miglior regia per un programma per bambini o per tutta la famiglia: Ken Diego, Benjamin Lehmann, Joey Mazzarino, Scott Preston, Chuck Vinson, Matt Vogel e Nadine Zylstra – Sesame Street
- Miglior regia per un programma lifestyle, culinario o di viaggi: Joseph Rosendo – Joseph Rosendo's Travelscope
- Miglior regia per un talk show o programma della mattina: Jim Gaines – Today Show
- Miglior regia per un game show: Adam Sandler – The Price Is Right
- Miglior regia - categoria speciale: John Chester – SuperSoul Shorts - Maggie the Cow

### Riprese
- Miglior squadra tecnica di una serie drammatica: Gary Chamberlin, Jim Dray, John Carlson, Dean Lamont, Ted Morales, Roberto Bosio e Schae Jani – Beautiful
- Miglior squadra tecnica: Mark Haffner, Steven Schnall – CBS Sunday Morning

### Sceneggiatura
- Miglior sceneggiatura per una serie animata: Marc Guggenheim – Trollhunters
- Miglior sceneggiatura per un programma animato prescolare: Joshua Mapleston, Cleon Prineas e Josh Wakely – Beat Bugs
- Miglior sceneggiatura per un programma per bambini o per tutta la famiglia: Joey Mazzarino, Molly Boylan, Geri Cole, Annie Evans, Christine Ferraro, Michael Goldberg, Emily Kingsley, Luis Santeiro, Ed Valentine, Belinda Ward e John Weidman – Sesame Street
- Miglior sceneggiatura - categoria speciale: Tim McKeon, Mark De Angelis e Adam Peltzman – Odd Squad: The Movie

### Sigla
- Miglior sigla e grafiche: Mike Houston, Ryan Frost, Angelique Georges, Naoko Saito e Daniel de Graaf – The Mind of a Chef

### Stunt
- Miglior coordinamento stunt: Terry James – Il tempo della nostra vita

### Trucco
- Miglior trucco per una serie drammatica: Christine Lai-Johnson, Leilani Baker, Chris Escobosa, Joleen Rizzo e Jennifer Wittman – Beautiful
- Miglior trucco: Jude Alcala, Stephanie Cozart Burton, Michelle Daurio, Dell McDonald, Ann-Marie Oliver e Gabbi Pascua – The Talk

## Premi della giuria
- Miglior realizzazione individuale nell'animazione: Mike Chaffe, animatore di Trollhunters; Kevin Dart, direttore artistico di The Mr. Peabody & Sherman Show; Phil Jacobson illustratore di storyboard di Pig Goat Banana Cricket; Victor Maldonado, disegnatore di personaggi di Trollhunters, Khang Le, direttore artistico di Little Big Awesome; Eastwood Wong, colorista di sfondi di The Mr. Peabody & Sherman Show.